# Anette Norberg
Anette Norberg (n. 12 noiembrie 1966, Härnösand, Comitatul Västernorrland, Suedia) este o jucătoare de curl ce a reprezentat Suedia, medaliată olimpică. A participat la 3 ediții ale Jocurilor Olimpice (1992, 2006, 2010) în care a câștigat două medalii de aur.